# Wiktor Apostołow
Wiktor Apostołow (bułg. Виктор Апостолов; ur. 1 października 1962, zm. 30 listopada 2011) – bułgarski lekkoatleta, który specjalizował się w rzucie młotem.
W 1987 zdobył tytuł mistrza Bułgarii w rzucie młotem. Podczas mistrzostw świata w Rzymie (1987), igrzysk olimpijskich w Seulu (1988) oraz mistrzostw Europy w Splicie (1990) odpadał w eliminacjach. W 1990 zdobył złoty medal mistrzostw krajów bałkańskich jednak został złapany na stosowaniu nielegalnego dopingu i odebrano mu medal, a zwycięzcą został inny Bułgar Iwan Tanew.
Przyczyną jego śmierci był atak serca.
Rekord życiowy: 80,62 (28 lipca 1990, Sofia).

## Osiągnięcia
| Rok  | Impreza                     | Miejsce | Lokata            | Wynik |
| ---- | --------------------------- | ------- | ----------------- | ----- |
| 1981 | Mistrzostwa Europy juniorów | Paryż   | 9. miejsce        | 64,10 |
| 1987 | Mistrzostwa świata          | Rzym    | el. – 19. miejsce | 73,46 |
| 1988 | Igrzyska olimpijskie        | Seul    | el. – 20. miejsce | 71,10 |
| 1990 | Mistrzostwa Europy          | Split   | el. – 19. miejsce | 68,92 |